# 河野ルル
河野 ルル（こうの るる、1987年（昭和62年）- ）は日本の芸術家。イラストレーターで、絵本や壁画の作家。名古屋市在住（2018年現在）。

## 来歴・人物
愛知県名古屋市生まれ。2010年（平成22年）東海学園大学卒業。
父親がテニスのコーチという影響で、中学からテニス部（軟式）に所属。高校では硬式テニス部で、テニス強豪の東海学園大学に進学。高校・大学ともテニス部で唯一の女子選手として「意地でテニスを続けていた」。
大学卒業後に勤めた会社を1年で退職。モンゴルに旅行し、旅の楽しさに目覚め、帰国後地図会社に就職。1年後、動物病院向け機器の製造会社に勤めたが2015年に退職し、世界放浪の旅に出る。ベトナムからカンボジア、タイと東南アジア各国を渡り、ネパールに1ヶ月滞在。徒歩でインド、スリランカ、トルコとアジアを渡りヨーロッパへ。イタリア、スイス、フランス、ベルギーを回ってアフリカ大陸のモロッコへ。その後、欧州ポルトガルに戻り1ヶ月滞在。働いて資金を貯め、メキシコに渡る。
メキシコに渡った動機は「死者の祭」見学だったが、祭の開催は3ヶ月先で旅費が底をつく。そこで、メキシコの壁画文化に気づき、「いろんなジャンルの絵。これならわたしでもいけるんじゃないか、と壁に絵を描くからただで泊めてもらえないか」とかけあい、宿泊費の代わりとして宿屋の壁に絵を描き2ヶ月滞在。それまでテニス一色で知らなかった絵画の楽しさに目覚め、「絵を仕事にしたい」と決意し日本に帰国した。
2016年、日本テレビ系の情報バラエティ番組「幸せ!ボンビーガール」出演。画家として本格的に活動を開始。
2017年、マレーシアで個展を開催。アートフェア「UNKNOWN ASIA ART EXCHANGE OSAKA」で日本人初のグランプリを獲得。
2018年、第37回大阪国際女子マラソンの大会メインビジュアルも担当した。
作風は「下書きなし」「透明水彩絵の具の上にアクリル絵の具を重ねた」「鮮やかで明るい色づかい」。
2022年よりアウトドアブランドの株式会社コロンビアスポーツウェアジャパンの「プライスストリーム」シリーズで小物を中心としたコラボレーションアイテムをリリースしている。

## 著書
- 『絵を描くことに恋をして』（桜山社、2018年）